# Nogent-l'Artaud
Pour les articles homonymes, voir Nogent.
Nogent-l'Artaud est une commune française située dans le département de l'Aisne, en région Hauts-de-France.
Ses habitants sont appelés les Nogentais et Nogentaises.

## Géographie
Nogent-l'Artaud est située le long de la Marne (rive gauche) au sud du département de l'Aisne à la limite du département de Seine-et-Marne, à 86 km à l'est de Paris, 72 km au sud-ouest de Reims et à 13 km au sud-ouest de Château-Thierry.

### Communes limitrophes
| Charly-sur-Marne            | Saulchery                                                 | Romeny-sur-Marne, Chézy-sur-Marne |
| Pavant                      | Nogent-l'Artaud                                           | La Chapelle-sur-Chézy             |
| Bassevelle (Seine-et-Marne) | Verdelot (Seine-et-Marne), Hondevilliers (Seine-et-Marne) | Viels-Maisons                     |

### Lieux-dits et écarts
- Les Gravelles, le Mesnil-haut, le Mesnil, la Genestre, la Meule, la Tétoie, la Ferotterie, Chérost, la Houssière, la Grande Masure, le Moulinois, la Rue.

### Transports
La commune est desservie par une gare (Nogent-l'Artaud - Charly) de la ligne Paris - Château-Thierry (Ligne P du Transilien).

### Hydrographie
La commune est située dans le bassin Seine-Normandie. Elle est drainée par la Marne, l'aqueduc de la Dhuis, le ru de Vergis, le cours d'eau 01 de la commune de Nogent-l'Artaud, le cours d'eau 01 de la Tétoie, le fossé 01 de la Grande Masure, le fossé 01 de l'étang des Houssois, le fossé 01 du Bois des Haillettes et le ru du Bois Hochet,,.
| (texte à fusionner) Le Ru de Vergis draine la commune du sud au nord. Il conflue dans la Marne, qui constitue la limite nord territoriale de la commune, et est un affluent de la Seine. L'aqueduc de la Dhuis qui alimente l'est de l'Ile-de-France en eau potable, traverse, d'est en ouest, en souterrain, le territoire de la commune au sud de l'agglomération. |

La Marne  prend sa source sur le plateau de Langres, dans la commune de Saints-Geosmes (Haute-Marne) et se jette dans la Seine entre Charenton-le-Pont et Alfortville (Val-de-Marne) dans le quartier de Conflans-l'Archevêque.
L'aqueduc de la Dhuis est un un aqueduc souterrain d'Île-de-France et d'Aisne, construit entre 1863 et 1865. Il sert à fournir en eau les communes du Val d'Europe, dont le complexe Disneyland Paris à l'est de l'Île-de-France.

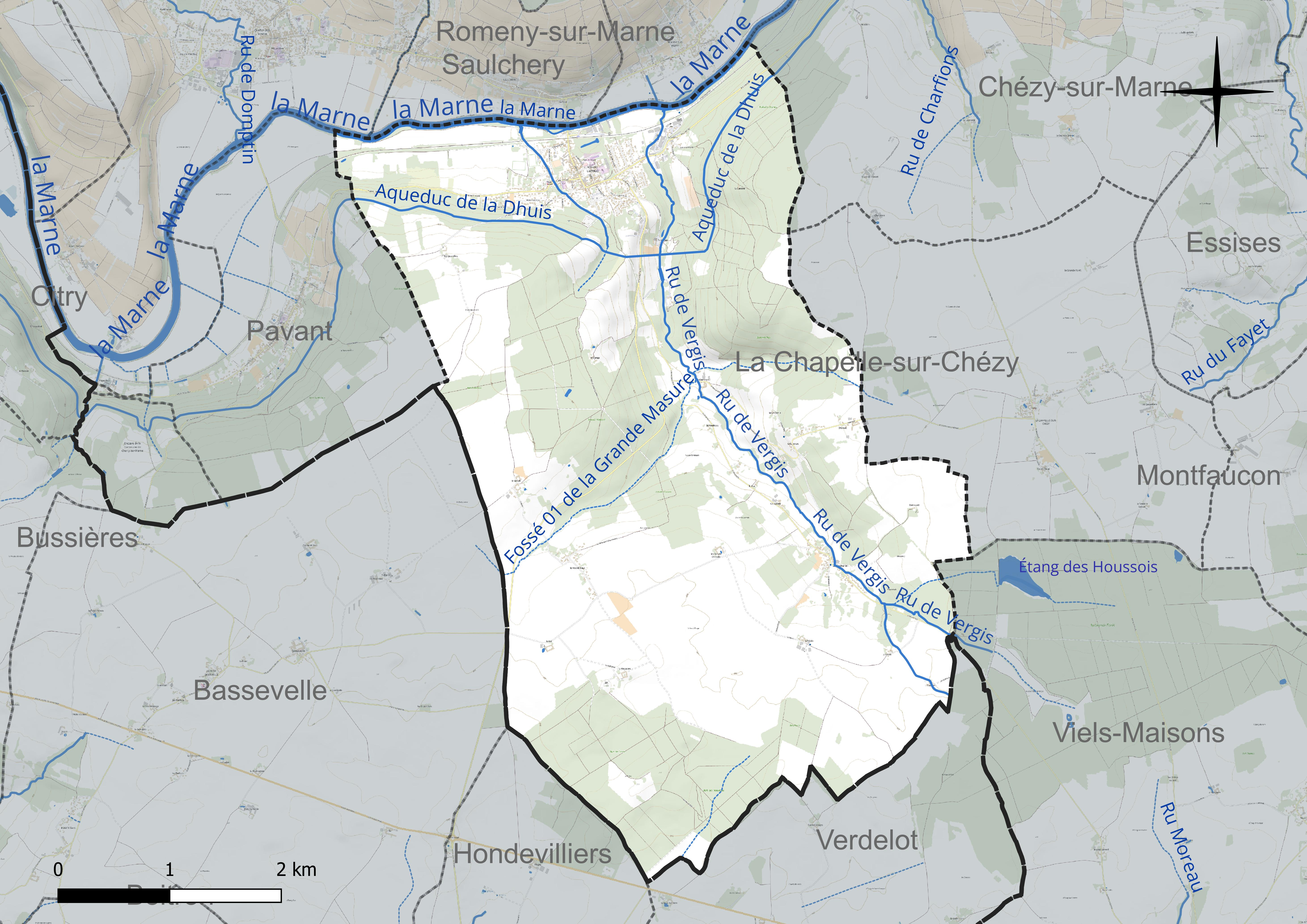
Réseau hydrographique de Nogent-l'Artaud.

### Climat
Pour des articles plus généraux, voir Climat des Hauts-de-France et Climat de l'Aisne.
En 2010, le climat de la commune est de type climat océanique dégradé des plaines du Centre et du Nord, selon une étude du CNRS s'appuyant sur une série de données couvrant la période 1971-2000. En 2020, Météo-France publie une typologie des climats de la France métropolitaine dans laquelle la commune est exposée à un climat océanique altéré et est dans la région climatique Nord-est du bassin Parisien, caractérisée par un ensoleillement médiocre, une pluviométrie moyenne régulièrement répartie au cours de l'année et un hiver froid (3 °C).
Pour la période 1971-2000, la température annuelle moyenne est de 10,3 °C, avec une amplitude thermique annuelle de 15,1 °C. Le cumul annuel moyen de précipitations est de 717 mm, avec 11,7 jours de précipitations en janvier et 8,3 jours en juillet. Pour la période 1991-2020, la température moyenne annuelle observée sur la station météorologique la plus proche, située sur la commune de Blesmes à 12 km à vol d'oiseau, est de 10,6 °C et le cumul annuel moyen de précipitations est de 713,0 mm,. Pour l'avenir, les paramètres climatiques de la commune estimés pour 2050 selon différents scénarios d'émission de gaz à effet de serre sont consultables sur un site dédié publié par Météo-France en novembre 2022.

## Urbanisme

### Typologie
Au 1er janvier 2024, Nogent-l'Artaud est catégorisée petite ville, selon la nouvelle grille communale de densité à 7 niveaux définie par l'Insee en 2022.
Elle appartient à l'unité urbaine de Charly-sur-Marne, une agglomération intra-départementale dont elle est ville-centre,. Par ailleurs la commune fait partie de l'aire d'attraction de Paris, dont elle est une commune de la couronne,.

### Occupation des sols
L'occupation des sols de la commune, telle qu'elle ressort de la base de données européenne d'occupation biophysique des sols Corine Land Cover (CLC), est marquée par l'importance des territoires agricoles (54,4 % en 2018), une proportion sensiblement équivalente à celle de 1990 (54,5 %). La répartition détaillée en 2018 est la suivante : 
terres arables (43 %), forêts (40,3 %), prairies (9,7 %), zones urbanisées (5,3 %), zones agricoles hétérogènes (1,8 %).
L'évolution de l'occupation des sols de la commune et de ses infrastructures peut être observée sur les différentes représentations cartographiques du territoire : la carte de Cassini (XVIIIe siècle), la carte d'état-major (1820-1866) et les cartes ou photos aériennes de l'IGN pour la période actuelle (1950 à aujourd'hui).

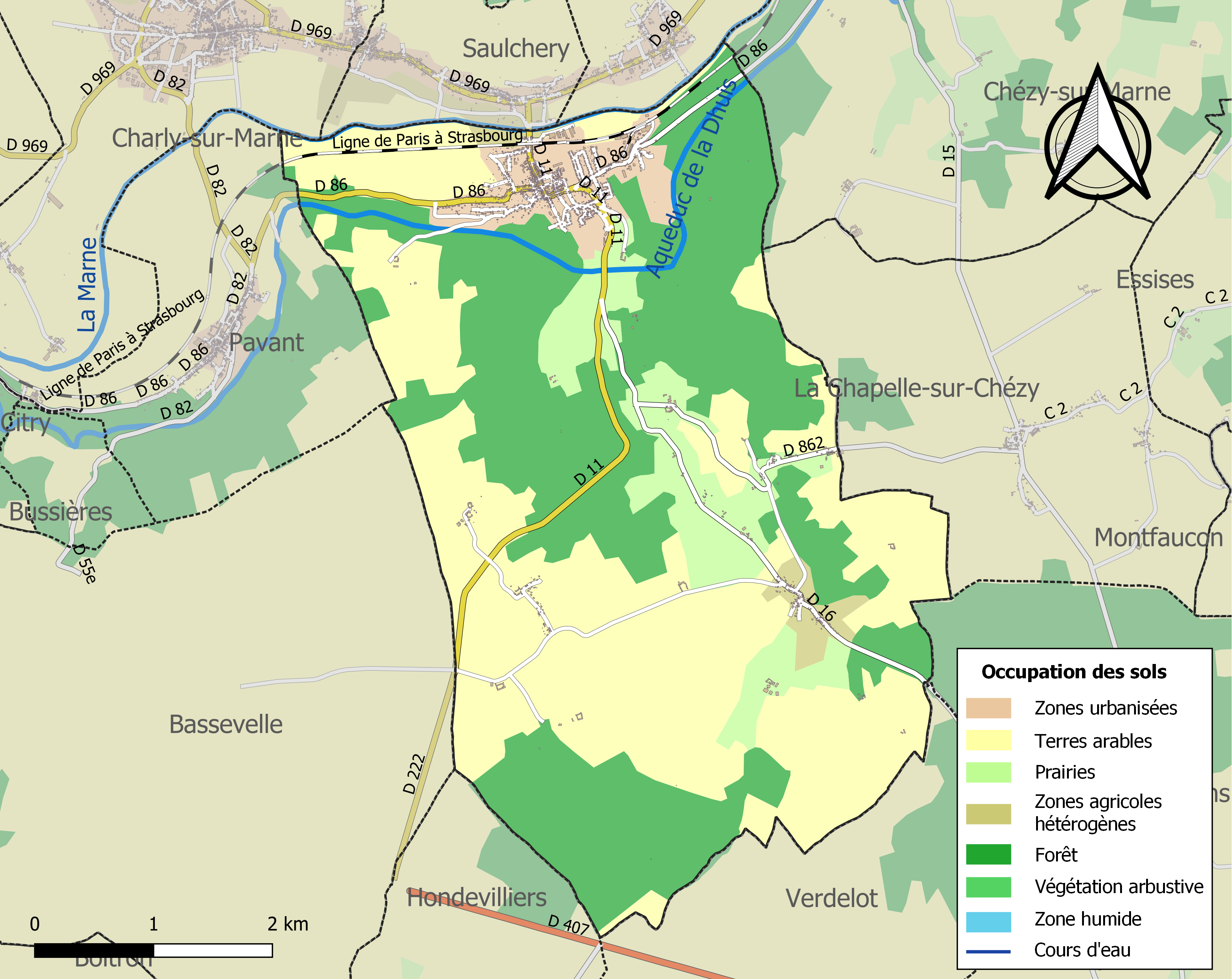
Carte de l'occupation des sols de la commune en 2018 (CLC).

## Toponymie
Le nom du village apparaît pour la première fois en 829 sous l'appellation latine de Novigentus.  Ce nom évoluera ensuite de nombreuses fois en fonction des différents transcripteurs :Nogentum, Nogent-l'Hertaut, Nogent-l'Artaut, Nogent sur-Marne, Nogent-l'Arthault, Nougent-l'Artault-sur-Marne, Nongent-l'Artaut, Nogentum-Artaudi, Nogent-l'Artaux, Nogent-l'Artault  sur la carte de Cassini au milieu du XVIIIe siècle et enfin l'écriture actuelle Nogent-l'Artaud au XIXe siècle.

Sous la Révolution, en 1793, Nogent-l'Arthaud fut débaptisée et devint Nogent-la Loi pour quelque temps.
Ce toponyme, comme la plupart des Nogent de France vient de novio-, élément gaulois signifiant « nouveau », et le suffixe *-entum indiquant un village, un habitat ; soit « le nouveau village ».
C'est au début du XIIe siècle que fut adjoint à Nogent le nom d'Arthaud, seigneur de Nogent, trésorier du comte de Champagne.

## Histoire
Le comte Louis Elisabeth de la Vergne de Tressan vient y habiter en 1766 après le décès du roi Stanislas à Lunéville dont il était pratiquement le ministre de la Culture.
Originaire de Champagne (région de Langres), la famille Poisson s'est installée à Nogent au tout début du XVIIe siècle et l'un de ses représentants, François, fut le père (supposé) de l'une des maîtresses les plus célèbres de Louis XV, roi de France : Jeanne-Antoinette Poisson mariée à Charles Guillaume le Normand d'Étiolles qui devint la marquise de Pompadour. Elle naquit cependant à Paris et ne fréquenta sans doute guère le village de Nogent. Sa famille est représentative de cette bourgeoisie montante, faite de fermiers généraux et acheteuses de charges et de fonctions la rattachant à la Cour de France.

## Politique et administration

### Découpage territorial
La commune de Nogent-l'Artaud est membre de la communauté de communes du Canton de Charly-sur-Marne, un établissement public de coopération intercommunale (EPCI) à fiscalité propre créé le 29 décembre 1995 dont le siège est à Charly-sur-Marne. Ce dernier est par ailleurs membre d'autres groupements intercommunaux.
Sur le plan administratif, elle est rattachée à l'arrondissement de Château-Thierry, au département de l'Aisne et à la région Hauts-de-France. Sur le plan électoral, elle dépend du  canton d'Essômes-sur-Marne pour l'élection des conseillers départementaux, depuis le redécoupage cantonal de 2014 entré en vigueur en 2015, et de la cinquième circonscription de l'Aisne  pour les élections législatives, depuis le dernier découpage électoral de 2010.

## Population et société

### Démographie
L'évolution du nombre d'habitants est connue à travers les recensements de la population effectués dans la commune depuis 1793. Pour les communes de moins de 10 000 habitants, une enquête de recensement portant sur toute la population est réalisée tous les cinq ans, les populations de référence des années intermédiaires étant quant à elles estimées par interpolation ou extrapolation. Pour la commune, le premier recensement exhaustif entrant dans le cadre du nouveau dispositif a été réalisé en 2004.

En 2022, la commune comptait 2 089 habitants, en évolution de −4,92 % par rapport à 2016 (Aisne : −1,97 %, France hors Mayotte : +2,11 %).
| 1793  | 1800  | 1806  | 1821  | 1831  | 1836  | 1841  | 1846  | 1851  |
| ----- | ----- | ----- | ----- | ----- | ----- | ----- | ----- | ----- |
| 1 004 | 1 103 | 1 107 | 1 325 | 1 209 | 1 212 | 1 245 | 1 253 | 1 338 |

| 1856  | 1861  | 1866  | 1872  | 1876  | 1881  | 1886  | 1891  | 1896  |
| ----- | ----- | ----- | ----- | ----- | ----- | ----- | ----- | ----- |
| 1 270 | 1 301 | 1 346 | 1 328 | 1 256 | 1 278 | 1 322 | 1 361 | 1 387 |

| 1901  | 1906  | 1911  | 1921  | 1926  | 1931  | 1936  | 1946  | 1954  |
| ----- | ----- | ----- | ----- | ----- | ----- | ----- | ----- | ----- |
| 1 431 | 1 590 | 1 595 | 1 442 | 1 411 | 1 422 | 1 230 | 1 144 | 1 106 |

| 1962  | 1968  | 1975  | 1982  | 1990  | 1999  | 2004  | 2006  | 2009  |
| ----- | ----- | ----- | ----- | ----- | ----- | ----- | ----- | ----- |
| 1 187 | 1 187 | 1 270 | 1 433 | 1 852 | 2 049 | 2 132 | 2 131 | 2 123 |

| 2014  | 2019  | 2022  | - | - | - | - | - | - |
| ----- | ----- | ----- | - | - | - | - | - | - |
| 2 198 | 2 108 | 2 089 | - | - | - | - | - | - |

### Infrastructures
- Médiathèque, salle de musique, salle polyvalente[36].

### Sports
- Deux terrains de football, terrain de tennis, pétanque[36], parcours de santé,  pumptrack, terrain de basket, terrain de football urbain en gazon synthétique.
- Sports en salle : judo, tennis de table, gymnastique et danse, tai-chi.

### Médias
- Central téléphonique : dégroupé ; capacité : environ 2 500.

Équipement ADSL : ECI (ADSL dont ADSL2+ : 17 novembre 2004, télévision par ADSL : 3 août 2009).

## Économie
- Exploitations agricoles.

La commune est comprise dans la zone A.O.C. « champagne ».

## Culture locale et patrimoine

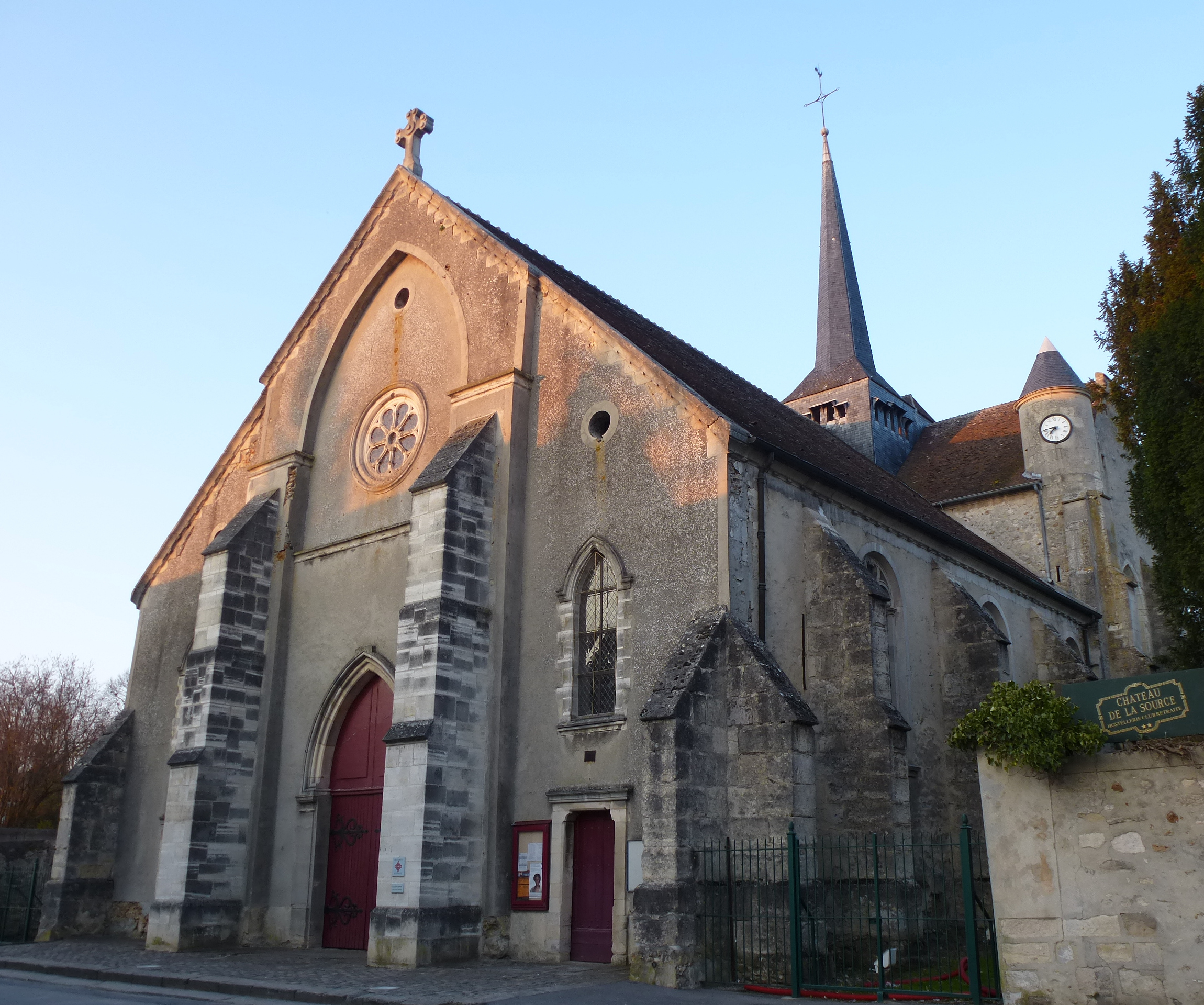
L'église Saint-Germain.

### Lieux et monuments
Nogent-l'Artaud comporte plusieurs monuments à découvrir :
- l'église Saint-Germain (XIIIe siècle-XVe siècle), classée au titre des monuments historiques[37] ;
- l'abbaye royale Sainte-Claire (1299-1792). L'association « Nogent Historique » contribue à sa sauvegarde et organise également la visite de ses vestiges[36] ;
- la halte nautique sur les bords de la Marne ;
- les coteaux boisés qui dominent la Marne sont parcourus par l'aqueduc de la Dhuis ;
- le passage du sentier de grande randonnée GR 14 ;
- le château de la Source - il est devenu une maison de retraite médicalisée.

## Cartes postales anciennes

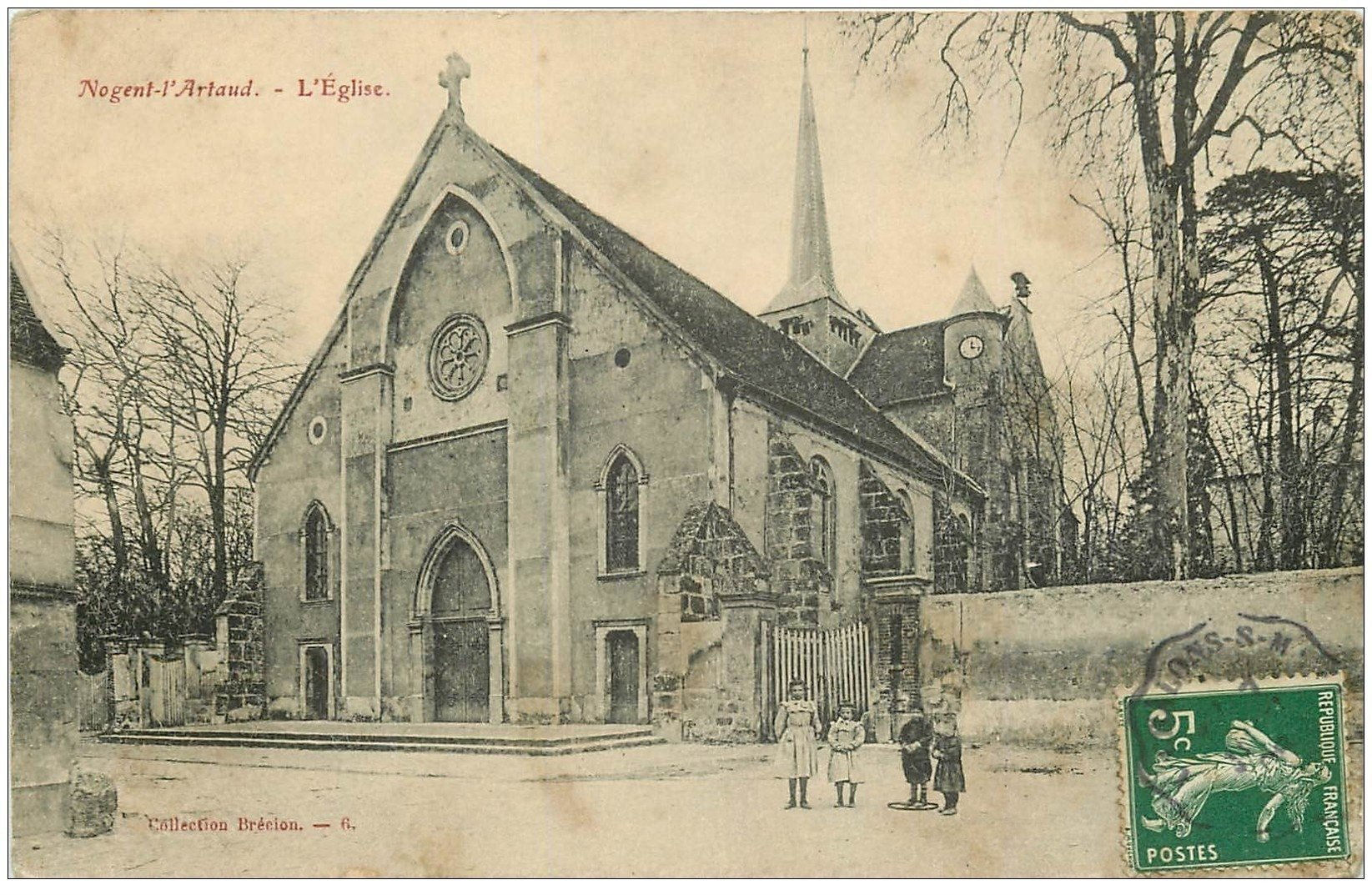
Carte postale de l'église vers 1910.
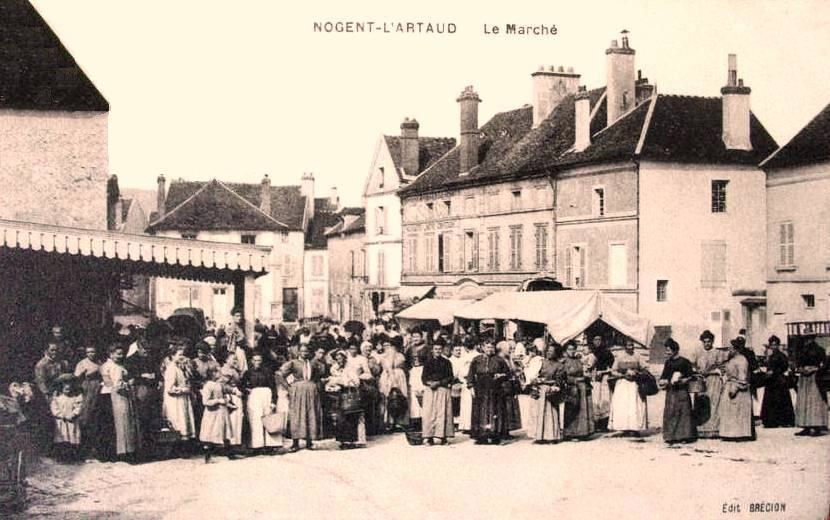
Le marché vers 1910.
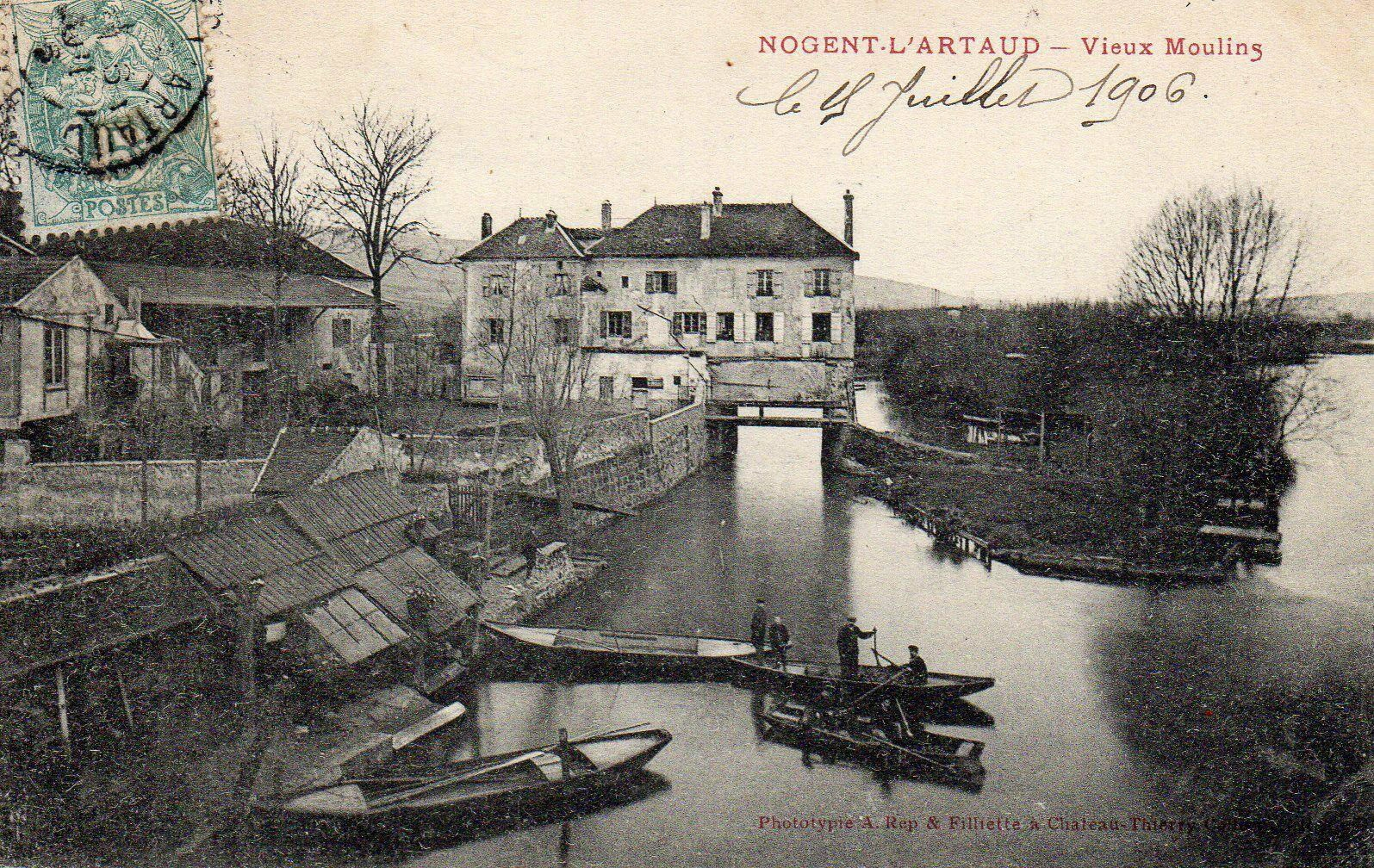
Le vieux moulin en 1906.
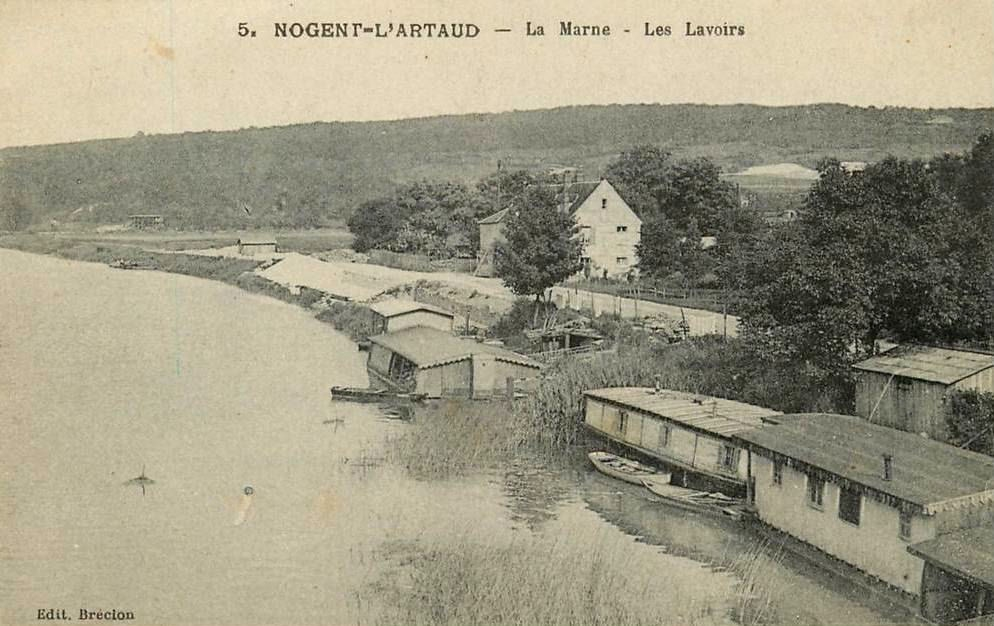
Les lavoirs sur la Marne vers 1910.
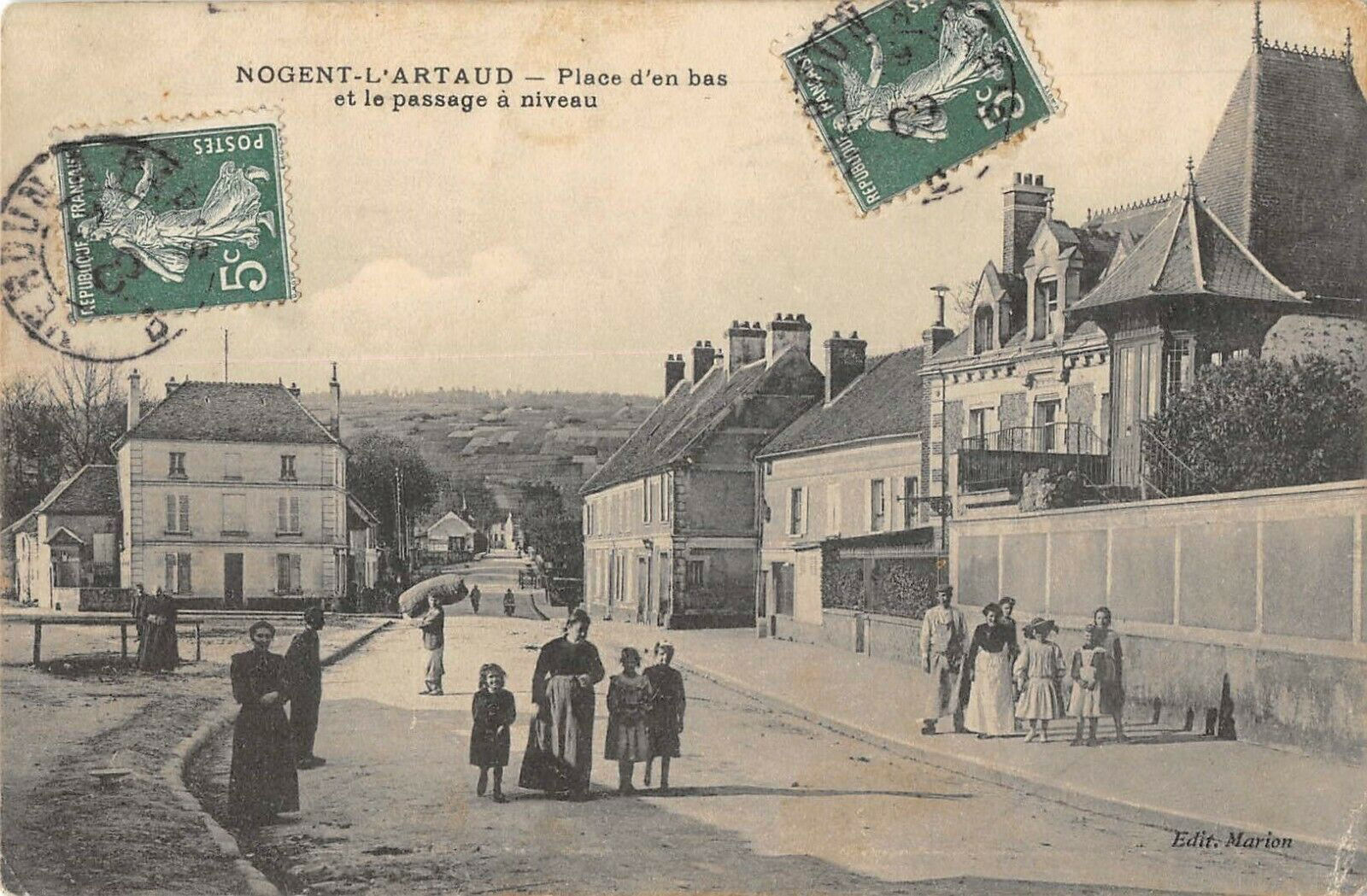
Vue de la commune vers 1905.

### Héraldique
| Blason de Nogent-l'Artaud | Blason  | Parti : au 1er d'azur à la cisaille d'or et à la faucille du même passées en sautoir, au 2e de gueules au marteau d'or et à la râpe du même passés en sautoir ; au chef d'argent chargé de trois canettes de sable. |
| Blason de Nogent-l'Artaud | Détails | Blason officiel |

### Personnalités liées à la commune
- Étienne Lancereaux, membre de l'Académie de médecine, était propriétaire du château et du parc qui accueillent aujourd'hui la maison de retraite « Château de la Source ».
- Henri Saumont, maître verrier, actif à Nogent-l'Artaud entre les deux guerres mondiales, créateur d'objets tels que flacons à parfum, boîtes à poudre, cendriers, etc., aujourd'hui recherchés par les collectionneurs.